# Santuario della Madonna della Pace
Il santuario della Madonna della Pace è un luogo di culto cattolico situato nel comune di Albisola Superiore, lungo la strada provinciale 334, in provincia di Savona. Il complesso insiste su una posizione di fondovalle tra colline boschive e terrazzamenti coltivati a orto.

## Storia

### L'evento

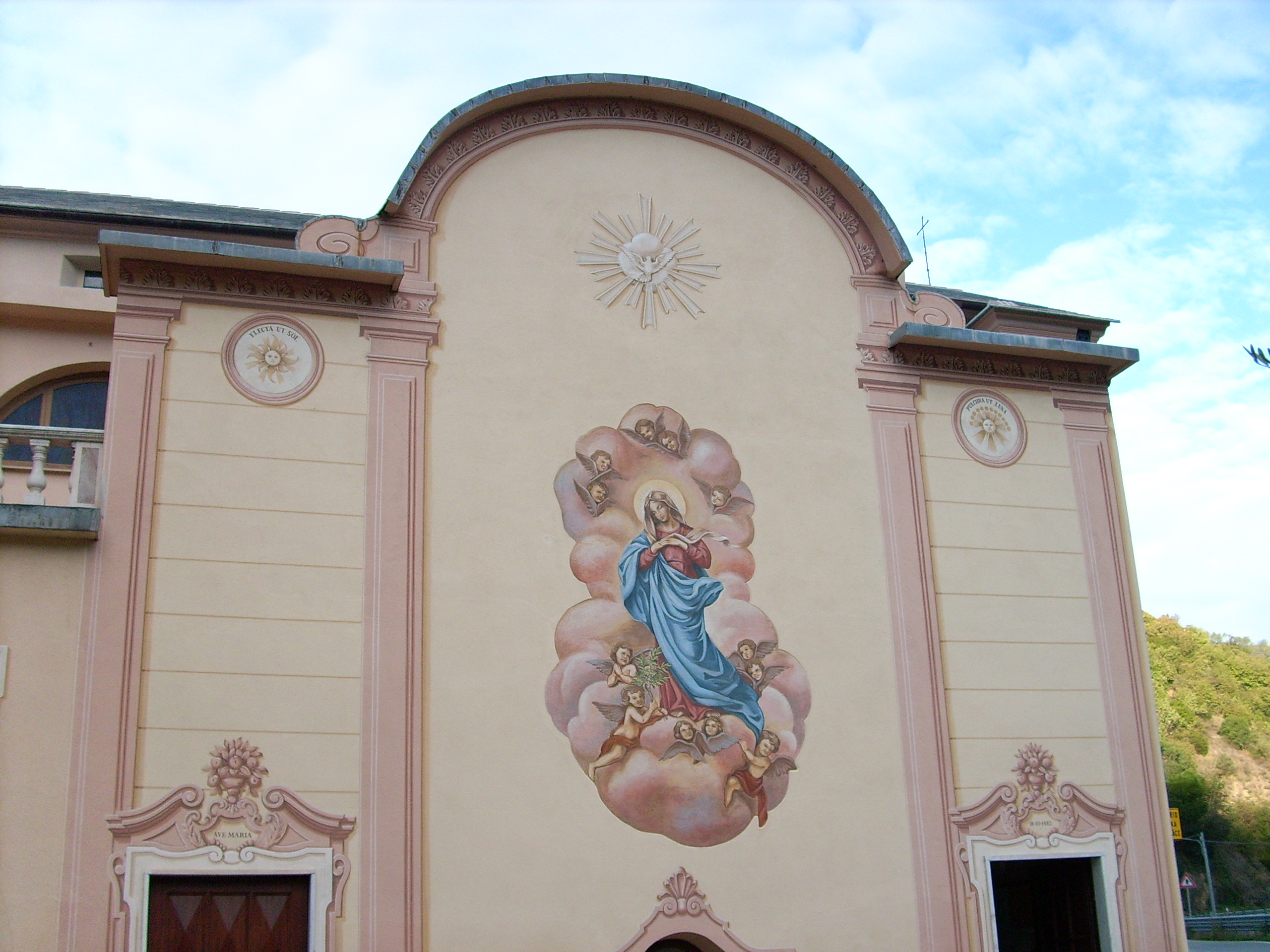
La raffigurazione della Madonna della Pace nella facciata esterna

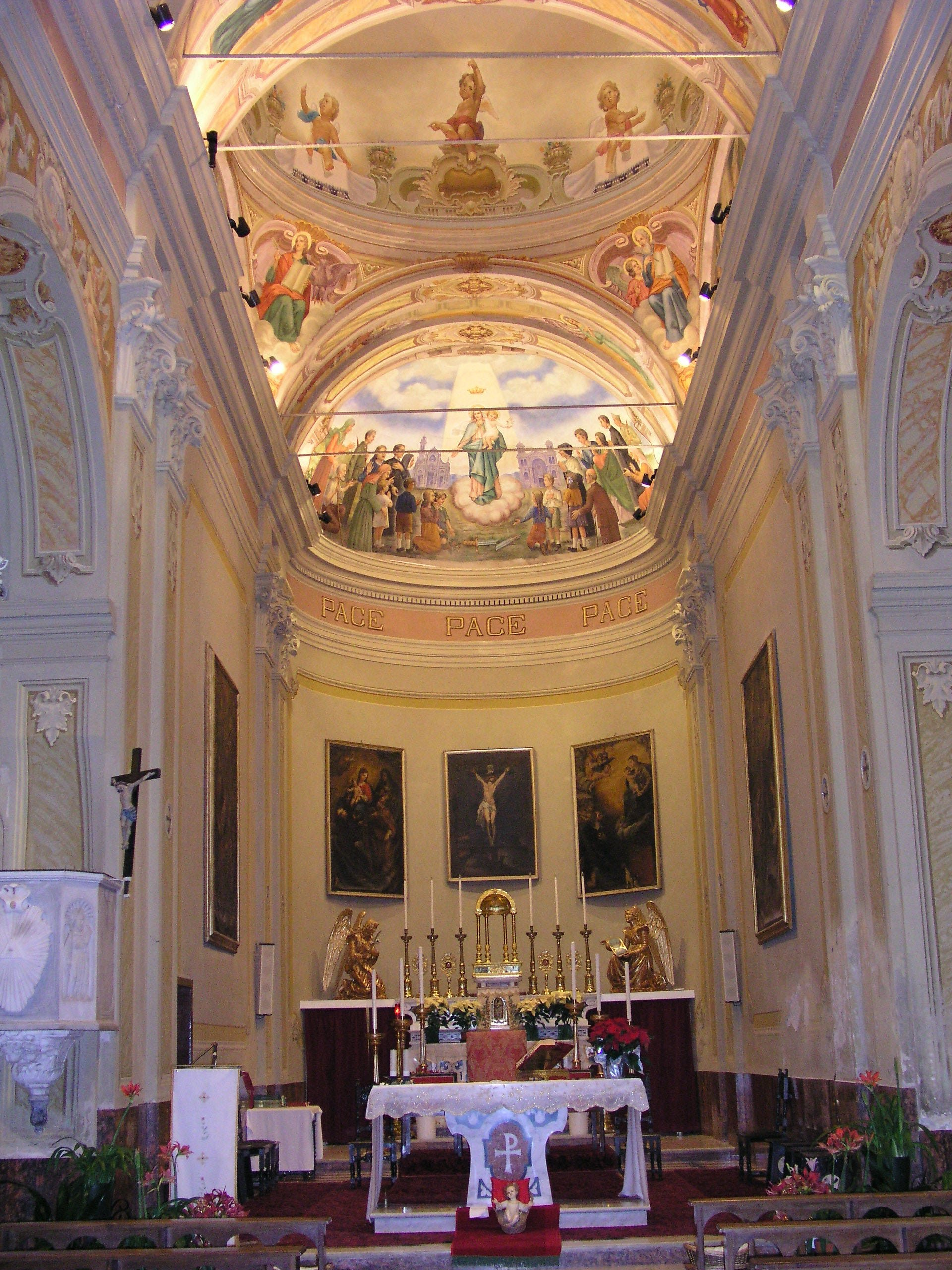
Navata Centrale e Presbiterio

Il 18 ottobre del 1482 si svolse sul luogo dove oggi sorge il santuario una violenta lite - dove si arrivò ben presto all'uso delle armi - tra gli abitanti delle due comunità di Albisola e Stella. Il motivo del contenzioso fu legato per lo più ai confini territoriali e del pascolo e, come descrivono numerosi documenti dell'epoca, cercarono di sedare l'imminente rivolta le più alte cariche politiche e religiose dell'epoca. I tentativi di pacificazione, avviati dai due podestà di Savona e Varazze (su ordine del Senato della Repubblica di Genova), e dal vescovo di Savona, furono totalmente inutili tanto che le due comunità arrivarono alla scontro armato diretto.
Secondo la tradizione orale - tramandata ancora oggi - apparve sul campo di battaglia, d'improvviso e all'orizzonte, una nube luminosa e nel mentre si udì per tre volte - da una "voce dolcissima" come racconta la leggenda paesana - la parola "pace". Le due comunità che videro nel fatto un "intervento miracoloso" della Vergine Maria cessarono la battaglia e le ostilità, giurando e mantenendo nel tempo la pace tra i borghi vicini.

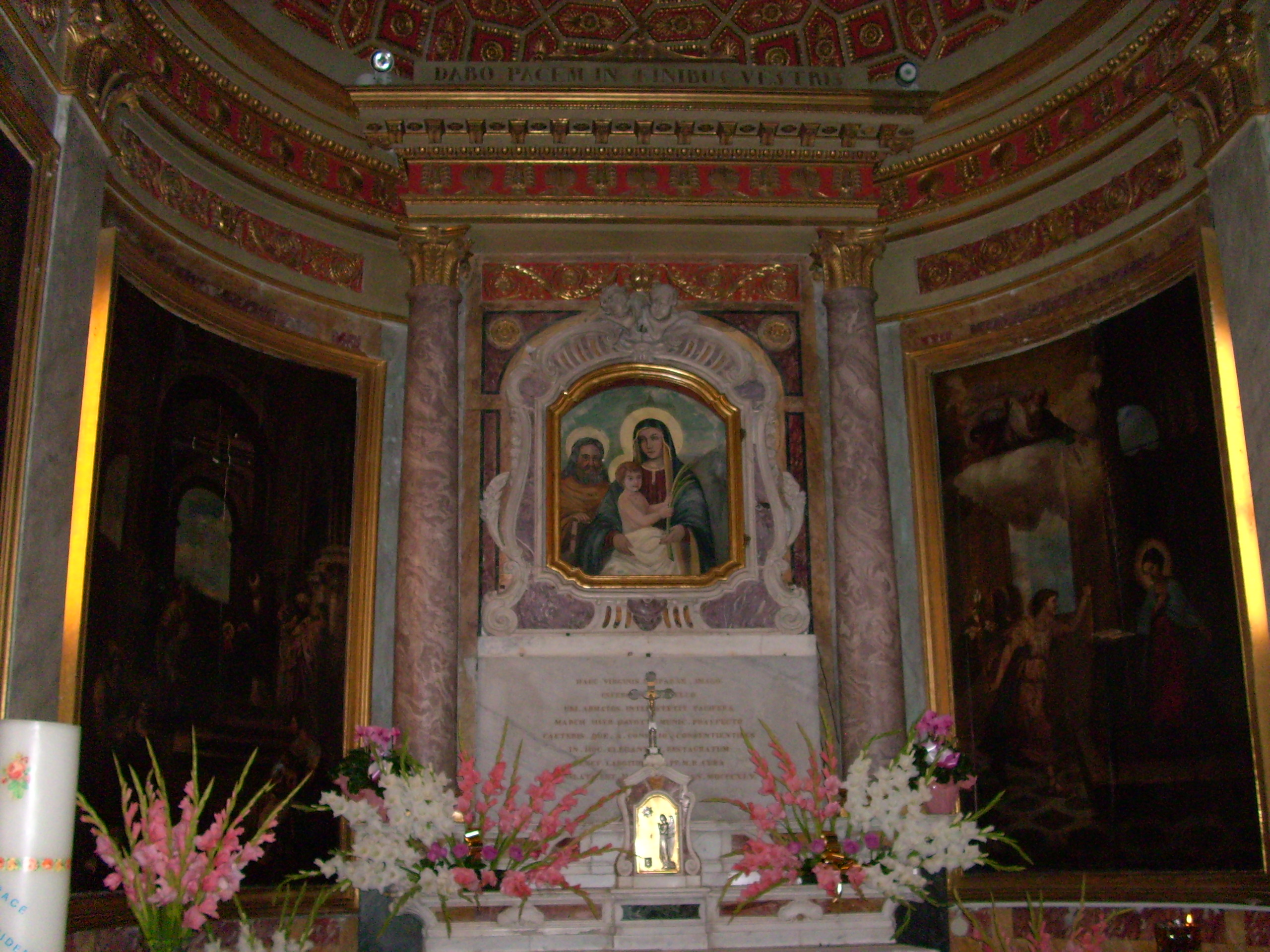
Altare laterale

Sul luogo del presunto evento miracoloso fu edificata in seguito una piccola cappella - corrispondente all'odierna cripta del santuario - e nel 1578 fu edificato l'attuale edificio per il continuo afflusso di devoti intitolandolo proprio alla Madonna della Pace. Il santuario fu consacrato dal vescovo della diocesi di Noli il 22 ottobre del 1716.

### Il santuario

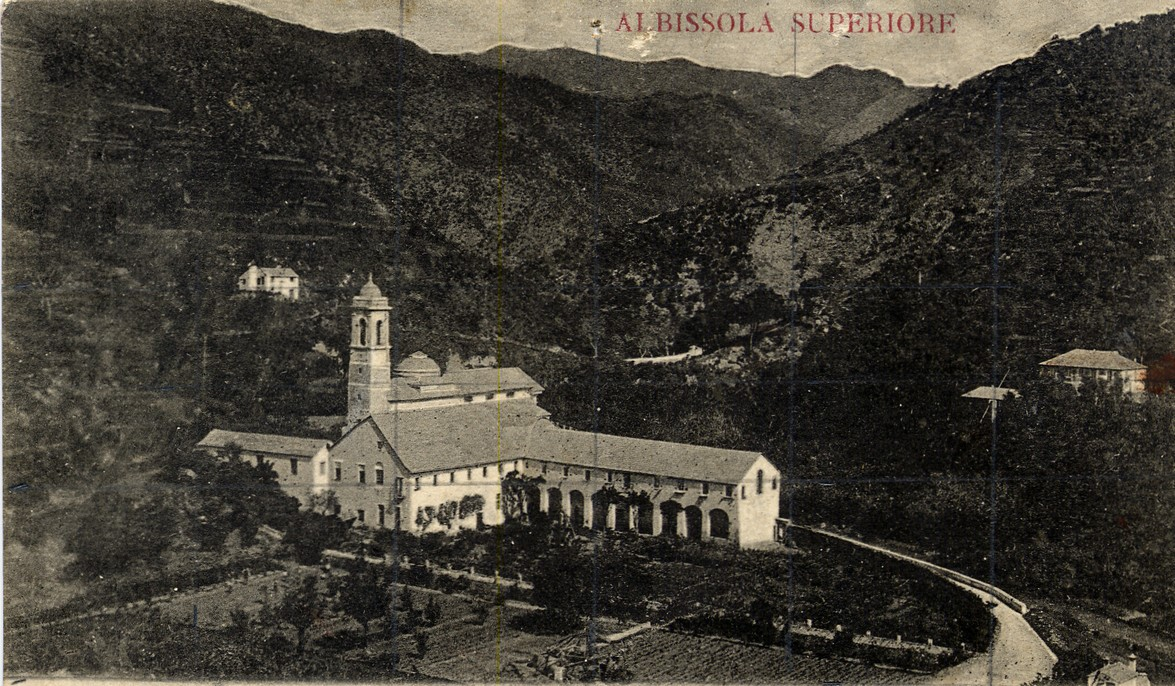
La più antica fotografia del Santuario e dell'attiguo Convento (fine XIX secolo)

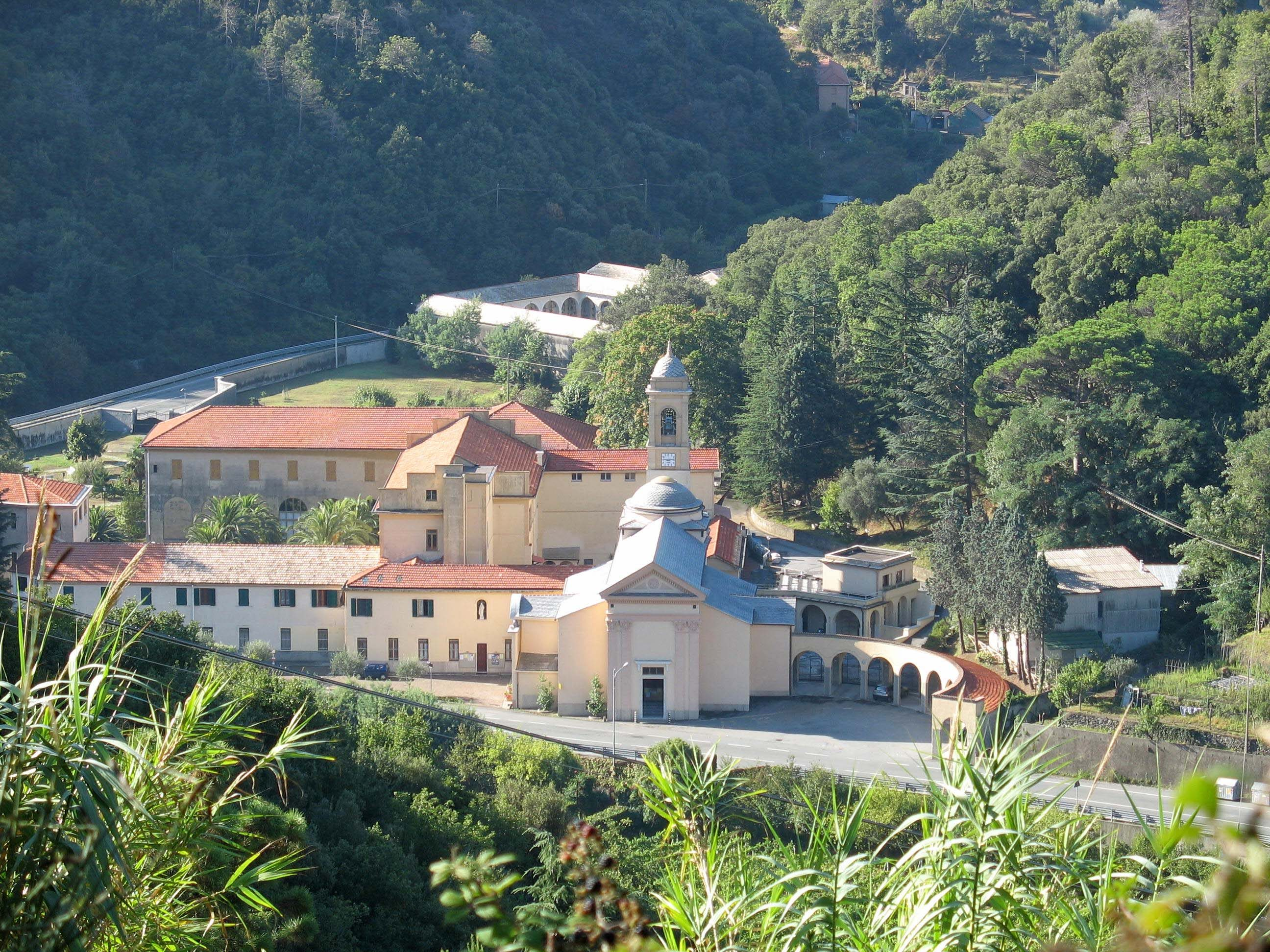
Il complesso del Santuario e del Convento come si presenta oggi

Poco dopo la sua edificazione la gestione fu affidata al clero secolare prima e in seguito ai Conventuali Riformati (congregazione riformata dell'Ordine dei Frati Minori Conventuali); dal 1628 al 1805 fu proprietà dell'Ordine di Sant'Agostino. A partire da tale data, con la dominazione napoleonica del Primo Impero francese in Liguria, la chiesa divenne proprietà del Comune di Albisola che nel 1820 affidò l'edificio religioso agli Osservanti Riformati di San Francesco d'Assisi.
Tra il 1884 e il 1907 contrasti tra l'ordine religioso francescano e l'ente comunale porteranno i primi a lasciare il santuario con l'affidamento della struttura ai Redentoristi fino al 1914; da tale data il santuario viene abbandonato pure da questi ultimi divenendo così luogo di rifugio dei profughi della prima guerra mondiale, provenienti per lo più dalle terre irredente.
Al termine del primo conflitto bellico, nel 1919, la proprietà passò ai Padri Dehoniani che stabilirono al santuario la sede del locale convento e del loro noviziato per aspiranti religiosi e missionari.
Ecco l'elenco dei superiori dehoniani del Santuario della Pace: 
| 1919-1922 | Louis Duborgel     | 1973-1976 | Edoardo Pezzotta    |
| 1922-1927 | Gelasio Palladino  | 1976-1979 | Celestino Rioli     |
| 1927-1928 | Louis Duborgel     | 1979-1982 | Albino Elegante     |
| 1928-1930 | Vincenzo Santulli  | 1982-1987 | Ferruccio Lenzi     |
| 1930-1937 | Pietro Cortinovis  | 1987-1990 | Antonio Padovan     |
| 1937-1940 | Vincenzo Santulli  | 1990-1993 | Giuseppe Paderni    |
| 1940-1945 | Pietro Cortinovis  | 1993-1996 | Romano Bendotti     |
| 1945-1952 | Vincenzo Santulli  | 1996-1999 | Agostino Franceschi |
| 1952-1955 | Ignazio Salandi    | 1999-2002 | Angelico Frattini   |
| 1955-1961 | Vincenzo Torresani | 2002-2008 | Agostino Inversini  |
| 1961-1964 | Antonio Padovan    | 2008-2011 | Bruno Scuccato      |
| 1964-1967 | Giovanni Galessi   | 2011-     | Lorenzo Cortesi     |
| 1967-1973 | Edoardo Savoi      |           |                     |

Fino al 1960 il convento è stato sede del Noviziato dei Padri dehoniani, fatta eccezione per gli ultimi due anni di guerra quando il padre maestro e i novizi si trasferirono ad Albino (BG). Rientrarono ad Albisola nel giugno del 1945. Nel 1960 il Noviziato fu trasferito a Bolognano (TN) e venne istituita la Scuola Missionaria, cioè la scuola media e il ginnasio, per i giovani aspiranti alla vita religiosa. Nel 1973 venne chiusa la Scuola Missionaria e Albisola ritornò ad essere sede del Noviziato fino al 1983, allorquando l’intera struttura fu adibita a Centro di spiritualità e Casa per ferie. Dall’estate 2011 una parte della Casa è diventata luogo di accoglienza per rifugiati politici e profughi in fuga dalla guerra, con la collaborazione del Comune e dell’Associazione Arcimedia. Quest’ultima ha il compito di seguire direttamente i beneficiari: assistenza sanitaria, insegnamento della lingua italiana, formazione culturale, integrazione sul territorio, avviamento al lavoro. La struttura è giunta ad accogliere fino ad un numero massimo di 54 profughi. Attualmente (aprile 2019) sono 34: 26 nel progetto SPRAR (Sistema di protezione per richiedenti asilo e rifugiati) e 8 nel CAS (Centro Accoglienza Straordinaria). Lo SPRAR è diventato poi SIPROMI (Sistema di protezione per titolari di protezione internazionale e per minori stranieri non accompagnati) e SAI (Sistema di accoglienza e integrazione).

## Descrizione

### Gli interni

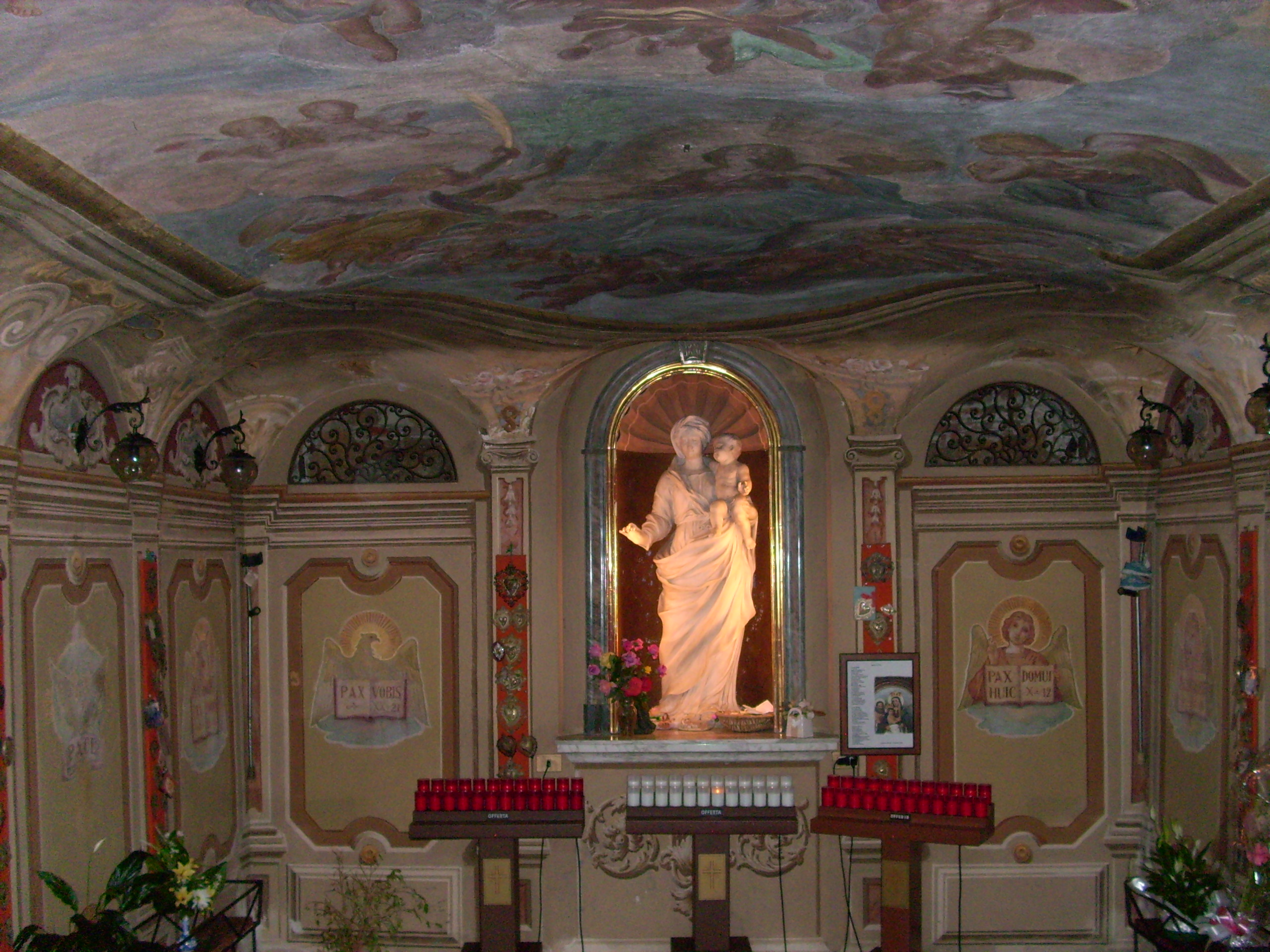
L'altare nella cripta

La struttura dell'edificio subì una notevole modifica in occasione del 400º centenario dell'apparizione mariana, nel 1882; l'ingresso venne trasferito sulla nuova strada con il completo rifacimento della facciata esterna. Nei lavori venne inoltre aggiunto un nuovo corpo absidato, dove anticamente vi era l'originale ingresso alla struttura.
Al suo interno, diviso in tre navate, sono affrescate diverse opere pittoriche raffiguranti per lo più le scene della battaglia tra albisolesi e stellesi; nella volta della navata centrale è affrescata la raffigurazione dello scontro del 1482, mentre nel catino dell'abside vi è un'opera ritraente la Madonna col Bambino che porge un ramoscello di ulivo a simboleggiare il volere della pace tra le due comunità.
Il presbiterio è decorato con una tela del pittore Giovanni Battista Paggi raffigurante l'Annunciazione, mentre all'interno della navata sinistra - coevo alla prima cappella - si trova un affresco dell'Apparizione della Madonna della Pace attribuito forse al pittore fra Simone Dondo da Carnoli di Voltri; l'affresco è stato qui trasportato nel 1845 dall'antica e originaria cappella-cripta del 1482. Sempre all'interno della stessa navata sono presenti, ai lati, scene di vita della Vergine Maria, mentre nella volta sono raffigurati gli eventi storici del santuario.
Il Santuario ha la prerogativa di custodire e diffondere un messaggio di pace, che è sempre molto attuale. Sulle colonne dell'altare laterale della Madonna sono raccolte in piccole formelle di marmo tutti i titoli dei messaggi che, a partire dal 1968, i papi hanno scelto per la celebrazione del 1º gennaio, giornata mondiale di preghiera per la pace. Pregare per la pace e promuoverla, sempre e dovunque, costituisce l’obiettivo primario del Santuario.

### La cripta
Il soffitto dell'antica cappella è stata decorata dal pittore Giovanni Battista Picchio, allievo del Paggi, nel 1632 con la raffigurazione dell'Assunzione della Vergine e la Trinità in gloria. All'interno della cripta è presente una statua in marmo avente per soggetto la Madonna col Bambino, databile alla seconda metà del XVII secolo e forse attribuita allo scultore Filippo Parodi, quest'ultimo allievo del celebre Gian Lorenzo Bernini.